# Могоровичі
Родина Могоровичів була одним із дванадцяти знатних родів Королівства Хорватія, згаданих у Pacta conventa та Супетарському картулярії. Спочатку вони були згадані в XII і століттях у глибинці Біограда-на-Мору і Задара в Далмації, а з XIII століття в регіоні Ліка, де вони розгалужувалися на найвидатніший шляхетний рід Дисиславичів, окрім того, що були поділені на інші чотирнадцять шляхетних. гілки до XV і XVI ст. Як досвідчені воїни, вони брали активну участь у хорватсько-османських війнах. Прямі нащадки роду і сьогодні живуть в Хорватії.

## Етимологія
Родове ім'я Могор(-ович), ймовірно, походить від по батькові Могор або Моґор, що є слов'янським варіантом імені святого Єрмагора Аквілейського. Це означає «з Могора». Від такої форми, окрім прізвища Могорович, також походять поширені хорватські патроніми з Істрії: Мохор, Мохорич, Могорац, Мохорович, Могорчич і Мохоровичич. Це означало б, що назва походить від хрещення Хорватії через вплив Аквілейського патріархату і рід втратив свою початкову назву. За іншими теоріями, які вважають малоймовірним, що слов'янське плем'я втратило свою первісну назву, воно походить від легендарного предка Магора угорського племені Меґ'єр, від якого походить угорський етнонім Мадьяр, що вказує на угорське походження, що, можливо, підтверджується листом папи Григорія XI у 1373 (nobili uiro Magor, comiti de Licha). Інший походить від білого хорвата Мухло, одного з семи братів і сестер, які очолили хорватські племена під час їх міграції до сучасної Хорватії за Про управління імперією (Х століття). Оскільки грецькі писання часто замінювали «l» і «r», а також «chi» на «g» і «k», а також спотворювали імена, похідна мова мала б назву Mouchlo > Mouchro > Mougro > Mogor. Володимир Мажуранич спростував можливе похідність від урало-алтайських назв Могол і Могул.
В історичних джерелах прізвище також зустрічається у формах лат. Cithorum, de genere Murichorum, Mogorouici, Mogorouich, Mogorouig, Mogorouikius, nobiles Mogorovichii, Magor, з яких Cithorum і Murithorum вважаються взаємними, можливе спотворення, часто транскрибується як Murić, але з огляду на інші джерела, вони, безумовно, стосуються племені Могоровичів. Прізвище можна знайти в топонімі Могорич, поселення з руїнами замку, заснованого племенем, і середньовічному топонімі Могорова Дубрава, розташованому на місці пізнішої фортеці Клічевица біля Бенковаца.

## Герб
Герб Могоровичів можна простежити з XV століття за печатками, які використовували знатні представники роду. Основним мотивом щита є срібні смуги, що зображують річку, які були плоскими, поперечними або, як правило, хвилястими. Кількість смужок не визначена, коливається від двох до семи, проміжними є чотири або п'ятьма, можливо, вказуючи на річки, навколо яких жив рід. Колір щита за гербом гілки Петричевича-Греляца з 1590 року був лазуровим, тоді як герб гілки Бабоножича з 1622 року, який мав срібний щит і лазурові смуги, швидше за все, неправильно витлумачений, оскільки таке забарвлення суперечить геральдичній практиці. Він мав лише невеликі варіації, рідко з додаванням лева з шаблею (Могоричі), грифона (Бабоножичі) або шести-восьмикутної зірки (Гойчичі, Кобасичі). Шолом обладунка та його плащ невідомі.

## Історія
В XI і XIV століттях вони згадуються в глибинці Біограда на Мору і Задара в Далмації, а з XII століття в жупі Лика. Неясно, чи походять вони з жуп Сідрага, Нона і Лука в Далмації, чи з Лики. Вважається, що процес формування знатного роду завершився на початку XIII століття і, ймовірно, всі його члени мали невідомого спільного предка. У Лиці, окрім титулу жупан, також іменованого як špan або knez, рід мав власний шляхетський судовий стіл (plemeniti stol), з додатковими чотирма суддями та двома судовими чиновниками (pristav). У ньому також було 24 місцевих шляхтичі (osidnici). Лише коли жупан і всі судді були зібрані, був повний стіл (pun stol), щоб розпочати судовий процес, що відбулося протягом понеділка. Цей привілей вони зберігали до XVI століття.
З часом вони отримали спадкові маєтки в південно-східній, західній, центральній і північно-східній частині Лики. Їхні землі межували на півночі з родом Франкопанів і сягали на південь від Велебіту до Оброваця і Поседар'я, де межували з гілками роду Гусичів Куряковичі і Поседарські. Вони витіснили інші знатні родини, як-от Тугомиричі, Чудомиричі та Лагодушичі, які були найчисленнішим племенем у регіоні. За документами його члени проживали в поселеннях Бисичі, Чаховичі або Цеховичі, Црна Вас, Дугошани, Гацелезі, Грвоздниця, Касезі, Кукличі, Лучани, Маринці, Подслун, Радіна-вас, Рибник, Себидража, Скурина, Стинице, Телич-село, Врховляни, Забрдо, Зумичі, Зажично та багато інших. Вельможі побудували кілька фортець, сьогодні всі в руїнах, у Лиці та на схилах гори Велебіт, зокрема Почитель, Личка Островиця, Барлет, Лички Нові, Білай, Рибник, Могорич серед інших, які майже всі стали власністю Родини Франкопанів і Куряковичів на початку XVI ст.
У Далмації вони заснували церкву св. Госпе (Святої Богородиці) в селі Тукляча (сьогодні Турань), згадане як Тохінія в грамоті 1078 року Дмитара Звонимира Хорватського. Він примітний тим, що він має вбудовану перемичку, де згадується, що він був заснований членами племені могорських когнацій на честь їхнього предка Грегорія Могора, сина Оліма Нікули Могора, і завдяки вмісту напису та іншому вплетеному орнаменту можна датувати IX століттям або не пізніше Х століття (за деякими даними, воно датується 845 роком і згадує хорватського князя Міслава). Плем'я згадується принаймні з 1069 року, у королівському документі хорватського короля Петара Крешимира IV, у якому було засновано жіночий монастир Св. Томи в Біограді-на-Мору, де згадується terrara Mogorouici, разом із terram Mogorouizi знову в 1164 р. Найдавнішим імовірно відомим представником роду є жупан Петрум Муріторум, один із дванадцяти шляхтичів, згаданих у Pacta conventa (1102), які вели переговори з Коломаном, королем Угорщини. Відповідно до Супетарського картулярію, вони були одним із шести племен, які обирали банів, які, у свою чергу, обирали нового короля у випадку, коли попередній король помер, не залишивши спадкоємців, і, можливо, згадується Петро Могорович. Наприкінці XII століття записані свідки Григорій (1188), Мергія (1197), тоді як у наступному рядку Дисислав, Дуймо (1207), Йоанні (1240), Берислав і Петрус. Йоанні (Іван) з Радуча (1240), був королівським лицарем і радником Бели IV Угорського і отримав села Регіане та Ветерінічі та фортецю Люба з її маєтками в 1268 році. У 1248 році шляхетський суд у Лиці підтвердив, що деяка земля Тетаксиків з незапам'ятних часів належала прабатькам якогось Поруга, які могли використовувати її з правами, як шляхетний стан Могоровичів, і що вона межувала з землями Могоровичів. У 1263 році Петар Толимирович з гілки Толимировичів отримав від короля Бели IV деякі маєтки замість укріпленого міста Почитель. У 1349 році брати Новак, Мартинуш і Петар з Борислава та Гргур з Толіміра з гілки Толимировичів продали більшість своїх маєтків за 3000 венеційських лір членам Кур'яка з Дисислава, Новака, Гргура та Івана з Петара з іншої шляхетної гілки Дисиславича. Інша гілка, Бериславич, згадується між 1349 і 1411 рр. У 1360-х роках їхній успадкований титул жупанів Ліки прийняв король Угорщини Людовик I, однак у 1372 році відбулося примирення, а в листі папи Григорія XI 1373 року про конфісковані церкви десятків єпархії Нін, про що було повідомлено префекту Лики, записані жупани Новак, Петар і Магор або Моґор, який також був із гілки Толимировичів або був засновником гілки, яка пізніше мав прізвище Могорич.
У 1446 році Іван Юриславич за заслуги в служінні Івану та Гргуру Куряковичам отримав Бадучево Село в Лиці. У 1468 році Іван Гусич з роду Могоровичів отримав деякі маєтки в Папрчанах і Тршчане також за військову службу від Павао Куряковича, маючи на увазі, що деякі члени роду Гусичів стали частиною племені Могоровичів. Того ж року деякі члени родини Могоровичів із Сріяна купили маєтки в тих же селах у Павао Куряковича, а їхнім братам у 1478 році нащадки Карла Куряковича подарували деякі маєтки в районі Задара. У 1490 році в глаголичному документі згадується Томаш Могорич, який був спаном знатних людей у Бужанах. Через два роки Томаш з Ладіславом Вучичем і Палом Петричевичем вирушив до Буди, щоб підписати документ, за яким хорватська знать гарантувала Максиміліану I з дому Габсбургів успадкування угорсько-хорватського престолу, якщо король Угорщини Владислав II помре без нащадків. У 1551 році в переписі військового гарнізону Сеня були перераховані Петар, Вінко та Матія Гойчич — Могорович де Новакі в Ліці. Останній був похований у 1555 році в сімейній гробниці в церкві Св. Франйо в Сені. Має надгробок, прикрашений написом і гербом. У 1675 або 1679 роках у церкві в Марії-Гориці біля Запрешича Міхаель Вренич поставив епітафію капітану Огулина Мартіно Могоричу, який помер бл. 1643 р., багато оздоблена, із зображенням його самого, епізоду битви з турками, його герба та напису. Майже такий самий герб можна знайти на печатці Ніколи Могорича 1675 року. Вважається, що чоловіча лінія цієї гілки вимерла наприкінці XVII століття.
З гілки Будишичів найвидатнішим був Франко, згадуваний між 1492—1506 роками, який сприяв написанню глаголичних книг, у тому числі Drugi novljanski brevijar Мартинаца з родини Лапчанів. Був представником і пріором монастиря паулінів і церкви Св. Марії в Зажично (сьогодні Пазаріште). Після спустошливої битви на Крбавському полі (1493 р.) монастирські маєтки відновлені дарами Могоровичів і Франкопанів.
Кілька церков на території сьогоднішнього Госпича в Лиці були важливими для роду; церква Св. Іоанна в Касезі, розташована, ймовірно, в центрі Госпича, і згадується з 1263 р. Між Почителем і Кукличем була розташована церква Св. Івана у Ліці на Горі («Святий Іван у Ліці на пагорбі», 1017 в.н.м.), який, швидше за все, заснували Могоровичі. Церква мала маєтки в Челопечах, Козьому Розі та Надбрді. У 1433 році влахи, які жили в його околицях і Велебіті, офіційно пообіцяли, що не завдадуть йому жодної шкоди. У 1441 р. начебто всі Могоровичі на чолі з примами Франком Петричевичем пожертвували глаголичний місал і приписали церкві всі доходи від жупських податків для відпущення своїх гріхів і всіх мертвих душ. На початку XV століття там також був побудований францисканський монастир, який буде покинутий під час османського завоювання. У 1449 році глаголичний місал був куплений за 27 дукатів церквою Св. Марії в селі Дреновац під захистом комес Дуяма IV Франкопана, щоб викупити його за 200 дукатів. Ймовірно, це була їхня обітницька церква, тоді як св. Іоанн був їхнім покровителем. Ще однією церквою була церква Св. Петра в Сутпетарі, місті, яке було центром округу, на важливому торговельному перехресті з площею для торговельного ярмарку.
На кінець XV — початок XVI століття вважається, що родина налічувала до 3500 осіб, або 1500 осіб при 300—350 будинках. Відповідно до Вєкослава Клаїча, родини, які були записані між 1499—1515 рр. і які походили з роду, це такі родини, як Бабич, Бабоножич, Бучич або Вучич, Будішич, Драшкович, Дудулович, Гойчич, Гонешич, Хлапчич або Глібчич, Яковлич, Юричич, Юриславич, Кобасич, Корлатович, Лалкович, Лопушич, Ловренчич, Малич, Михалич, Мільєчич, Мисерич, Митаринич, Могорич, Нелкович, Орловчич, Паладинич, Петричевич (та Греляц), Пиричич, Плишкович, Подкнежинич, Пожарич, Прибиславич, Радчич або Рачич, Радманчич, Скоблич, Сладоєвич, Славкович, Слишкович, Сопчич або Собчич, Срепкович, Старці, Сучич або Судчич, Суротвич, Томашич, Тврткович, Утишенич, Видович, Витосавич, Зоранич, Ждралич або Ждралич, Здрубачі серед інших. З них сім'я Драшковичів, ймовірно, не походила з племені або не була пов'язана з родиною племені Драшковичів. Ці родини спільно жили в Ліці до 1526—1528 років, коли під завоюванням Османської імперії багато членів стали жертвами, вирішивши емігрувати по всій Хорватії, частково в райони річок Корана та Купа, а також через річку Купу в Загребській жупанії тощо.

## Гілка Дисиславів
Гілка, також відома як Десіславичі, тоді як у латинських документах як Disclavich, Disislavich і Dissisclauig, названа на честь її засновника Дісіслава (помер до 1334 року), тоді як з другої половини XIV століття вони також мали прикметник «de Licha», а також «de Ostrovica» за однойменним маєтком і замком у Лbці. Він мав титул жупана жупи Ліки, як і всі його нащадки до кінця XIV ст.
Після падіння Младена II Шубича з Брибира в 1322 році, син Дисислава Петро де Ліха (пом. до 1349) зі своїми двоюрідними братами з родини Куряковичів керував прибережним містом Скрісса (Карлобаг). Згадується як свідок разом із братом і жупаном Кур'яком у 1334 р., у 1345 р. його маєтки постраждали через угорсько-венеціанський конфлікт, а через рік був посланцем Кур'яковича в Нині. У 1349 році члени філії купили великі маєтки у гілки Толимировичів. Того ж року велика рада міста Спліт обрала Куряка князем міста, але довірені особи короля Угорщини Людовика I не підтвердили цього.
У 1351 році Людовик І підтвердив Гргуру, Івану та Новаку їхні маєтки в Ліці, а через рік подарував їм ще деякі. Усі ці маєтки, які Новак отримав у 1377 році в Одорянській жупі (верхів'я річки Зрманя), брати поділили між собою у 1377 році. Про нащадків Гргура нічого не відомо, про нащадків Івана, зокрема про Іванко, Петара, Якова та Гргура, згадується лише в 1420 році, коли вони продали частину своїх маєтків і Лічку Островицю графу Крка Ніколі IV Франкопану, а нащадки Новака заснували гілка Новаковича. У документах на землях Лічки Островиці в 1405 і 1420 роках жили деякі влахи або морлахи.

### Відомі представники

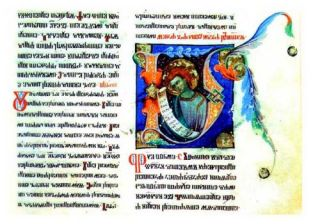
Сторінка з місалу князя Новака, створеного Н. Дісіславичем у 1368 році.

- Новак Дисиславич, хорватський королівський лицар, який написав і ілюмінував глаголичний місал, відомий як Місал князя Новака з XIV століття.[47]

## Бабоножицька гілка
Гілка, також відома як Бабоносич, а в латинських документах як Babonosich і Babonossych, названа на честь її засновника Baboneg. До 1452 року згадується у внутрішніх районах Задара, тоді як з кінця XV та початку XVI століття в Донья Жажична (сьогодні Доньє Пазаріште) у жупі Ліка.
У 1457 році Міклуш був членом шляхетського суду племені Могоровичів. Серед підписантів Цетинської хартії (1527) і хорватсько-славонського собору в Загребі (1533) був Нікола. Після переходу Лики під владу Османської імперії члени родини були васалами знатних родів Франкопанів і Зринських, навіть осіли в їхніх маєтках. У 1545—1550 рр. Іван був каштеляном Сєничака, який був маєтком Франкопана, а 1556 р. суддею під час поділу майна гілки Шубичів Перанських. Між 1548—1572 рр. вони отримали багато маєтків, включаючи замок Скрад (у заставу) родиною Франкопанів і Зринських завдяки військовим заслугам. Павле був капітаном війська Юрая IV Зринського, а Миховіл був капітаном війська бана в 1581 році. У 1592 році Гашпар був комендантом міста Ізачич. У XVII столітті як васали Зрінського згадуються Габро (1620, 1629) і Бальтазар (1638, 1642).
Відомий герб з печаток Юрая (1622) і Балтазара (1646), а також однієї гравюри на дереві з XVII століття, яку можна знайти на одному вівтарі церкви в Свєтицях біля Озаля. У костелі був сімейний склеп, який наприкінці XIX століття мав золотий герб. У XVIII столітті родина не згадується. Їхні стосунки з Бабоножичами aliter Benvenuti із Загребської жупанії невідомі.

## Петричівська гілка
Назва гілки є по батькові від Петра, де суфікс «-ichevich» є зменшувальним значенням «від Петра», ймовірно, названого на честь Петра з Pacta conventa (1102). Їх осідок був у Радучі. Найдавнішим відомим прабатьком є Йоанні з Радуха (1240 р.), чий правнук Якоб (1401 р.) був першим, кого назвали «Петричевичем де Петрич».
Підгілка родини Петричевич-Греляц, названа на честь засновника Греляца, сина Франка Петричевича, записується як Греляц, Грелач, Грелець, Грелеч, Греляч, Греліч, Греляц і Греляц. Родина називалася як aliter Petrichevich, Petricheuith або Petrichievich, і оскільки вони жили в Radina Vas (Raduč і Barlete), також мали прикметник de Barlec et Radinavaz, de Barleth et Radinavacz, de Barleta et Radinavas, de Barletha et Radinauaz і de Radwch. У 1465 році Греляц купив у Карла Куряковича частину землі в селі Буховичі в Лиці, і згадується серед свідків на шляхетському судовому столі в 1487 році. У 1495 році записаний його брат Петар, який продав частину своїх маєтків, щоб викупити сина від османів. Син Греляца також носив ім'я Петар і згадувався в 1520 році як фаміляріс Бернардина Франкопана. Члени родини активно брали участь у боях проти османів і через постійний тиск неухильно мігрували на північ від річки Купа. Син Петра Юрай (пом. до 1607 р.) навчався в Угорщині, до 1576 р. був при дворі Фердинанда I і Максиміліана I, потім на службі у Юрая IV і Миколи V Зринського, у якого був магістром курії та посланником. Протягом багатьох років він виконував військові обов'язки проти османів уздовж угорського, хорватського та славонського кордону, а 1599 року — у фортеці Карловаць. Він одружився з Барбарою з Гашпара Мрнявчича, отримавши маєток у частині Брезовиці, і до 1598 року збирав інші маєтки. У грудні 1599 року Рудольф II, імператор Священної Римської імперії, підтвердив шляхетський статус шляхетським списком і гербом, виданим у Пльзені Юраю, його дітям Ніколі, Вуку, Єлені, Маргареті, Уршулі та брату Міховілу. Вук згадується як сеньйор і власник маєтку в Брезовиці (1614, 1629), і мав сина Тому, який був шляхетським суддею у Вараждинському повіті (1649—1663). Син Томи, Франьо (пом. 1709), після одруження отримав Пущу і в її регіоні розслідував селянські повстання. Його син Бальтазар (нар. 1694) мав шістьох дітей і жив на Одранському Обрежі, де нащадки родини жили до початку XX століття.
Іншою видатною філією була угорська родина Петричевичів-Горватів, заснована Ніколою Петричевичем із Радуча, пізніше також приєдналася  Козьми Петричевича, який у 1540-х роках переїхав до Трансильванії. Крім того, він розгалужувався на родину Горват-Толді та Горват-Інчеді. Аристократичні члени досягли рангу баронів і були главами унітарної церкви Трансільванії, політиками, генералами, професорами та академіками. Вони побудували садибу в Песарені і замок в Ілішуа, Румунія.

### Відомі члени
- Болдісар Петричевич-Горват (1714—1777), магістрат, голова унітарної церкви Трансільванії (1753—1777).
- Ференц Петричевич-Горват (1731—1804), голова унітарної церкви (1778—1804).
- Козьма Петричевич-Горват (1735—1794), полковник, лицар Військового ордену Марії Терезії, генерал-лейтенант.[21]
- Даніель Петричевич-Горват (1769—1842), майор і меценат.
- Янош Петричевич-Горват (1801—1874), генерал-лейтенант.[21]
- Альберт Петричевич-Горват (1801—1874), секретар внутрішніх справ і генеральний секретар.[21]
- Лазар Петричевич-Горват (1807—1851), письменник і член MTA .
- Іда Петричевич-Горват (1836—1877), поетеса
- Еміль Петричевич-Горват (1881—1945), політик і професор.

## Кобасичська гілка
Гілка згадується в латинських документах у формі Chobasich, Kobassich, Kobasich, Kobasych, Kobazich, Kobazych, Kopazith, Khobassitsch, Khobassacsch, Kawaschitz, Klobatschutz. Як і маєтки в околицях Біхача, включаючи укріплене місто Брековіца, з 1496 року мали прикметник Brykowicza або Wrekhowicz. У 1488 році згадуються Матко і Юрко щодо успішної оборони Оброваця від османів. У 1512 році разом з Юраєм Корлатовичем згадується Іван Кобасич (пом. 1531) як жупан бужанський, а роком пізніше як королівський каштелян замку Островиця. За повідомлення про рух османської армії та держави на території Османської імперії в 1519 році король Угорщини Людовик II подарував йому кілька маєтків в околицях Біхача. У 1524 році він вступив на службу до Фердинанда I Габсбурга, продовжуючи свою попередню діяльність, і підтримав успадкування Габсбургом престолу в Цетіні (1526—1527), погодившись мати 15 вершників із 800, які будуть утримуватися королем. Того ж року Фердинанд I подарував йому місто і сеньйорію Жумберак, а також маєток біля Біхача. Для захисту маєтків у 1530 р. уклав мир з османським полководцем у Лівно. У 1523 році Іван і Гашпар побудували сімейну гробницю з написом у церкві Св. Антуна (сьогодні мечеть Фетхія) у Біхачі. Син Івана Юрай брав участь у битві під Мохачем (1526 р.), у 1540 р. був каштеляном костайницьким на службі у Зринських. Його сина Гашпара усиновила вдова Ніколи Бойничича, подарувавши йому маєток Радотина біля Мутніка, але османська армія пограбувала його, забравши 200 осіб і 2000 худоби. У 1551 році генерал Іван Ленкович запропонував Габсбургам допомогти Гашпару, оскільки Брековіца була важливою в обороні від османів, але вона була покинута та зруйнована в 1584 році. Його син Іван загинув у 1580 році під час набігу Юрая IV Зринського на Каніжу, як останній член роду в Хорватії. Спорідненість із родиною Кобасичів у Лиці (1499) та Кобасичів фон Шмідгоффен (1685) невідома.

## Буковацька гілка
Гілка, також відома в латинських документах як Bukouachi, Bukouachky, Bwkowachky, Wukowatzky, мала прикметник-топонім «буковицький» (de Bukoicza, Bwkowycza). Протягом 1570-х років Ладислав (пом. до 1610) був віце-баном і жупаном Загребської та Крижевської жупанії. У 1579 році король Рудольф II підтвердив шляхетський статус йому, його синові Габріелю, братам Юраю та Ніколі та іншим двоюрідним братам. Син Габріель був шляхетським суддею (1604), потім був magister lustrae haramiarum Colapianorum (1612—1615), а між 1621—1625 був віце-жупаном Загребської жупанії. Можливо, його брат Ладислав у 1642 р. був capitaneo et vaiuodae Berkiseuiensi. Останнім членом гілки був капітан Франйо, який був на службі у Петра Зрінського, і під час магнатської змови вів перемовини з французьким посланником і османським султаном Мехмедом IV. Він вважав, що досяг успіху в переговорах з османами в лютому 1670 року, і, не знаючи про плани австрійського королівського двору, розпочав місцеве повстання. Після краху змови втік на територію Османської імперії, і, хоча король Леопольд I його швидко помилував і повернув маєтки, він не повернувся і не залишив нащадка.